# Ловце
Ловце (словац. Lovce) — село в окрузі Комарно Нітранського краю Словаччини. Площа села 10,19 км². Станом на 31 грудня 2015 року в селі проживало 660 жителів.

## Географія
Протікають річки Пелусок і Ярки.

## Історія
Перші згадки про село датуються 1323 роком.

## Населення
| Рік:            | 1994. | 2004.   | 2014.   | 2024.   |
| --------------- | ----- | ------- | ------- | ------- |
| Кількість осіб: | 661   | 699     | 661     | 703     |
| Різниця:        |       | +5,74 % | -5,43 % | +6,35 % |

| Рік:            | 2023. | 2024.   |
| --------------- | ----- | ------- |
| Кількість осіб: | 704   | 703     |
| Різниця:        |       | -0,14 % |